# Nhatrangia ceylonensis
Nhatrangia ceylonensis är en spindeldjursart som beskrevs av Volker Mahnert 1984. Nhatrangia ceylonensis ingår i släktet Nhatrangia och familjen Ideoroncidae. Inga underarter finns listade i Catalogue of Life.